# Ana de Hungría

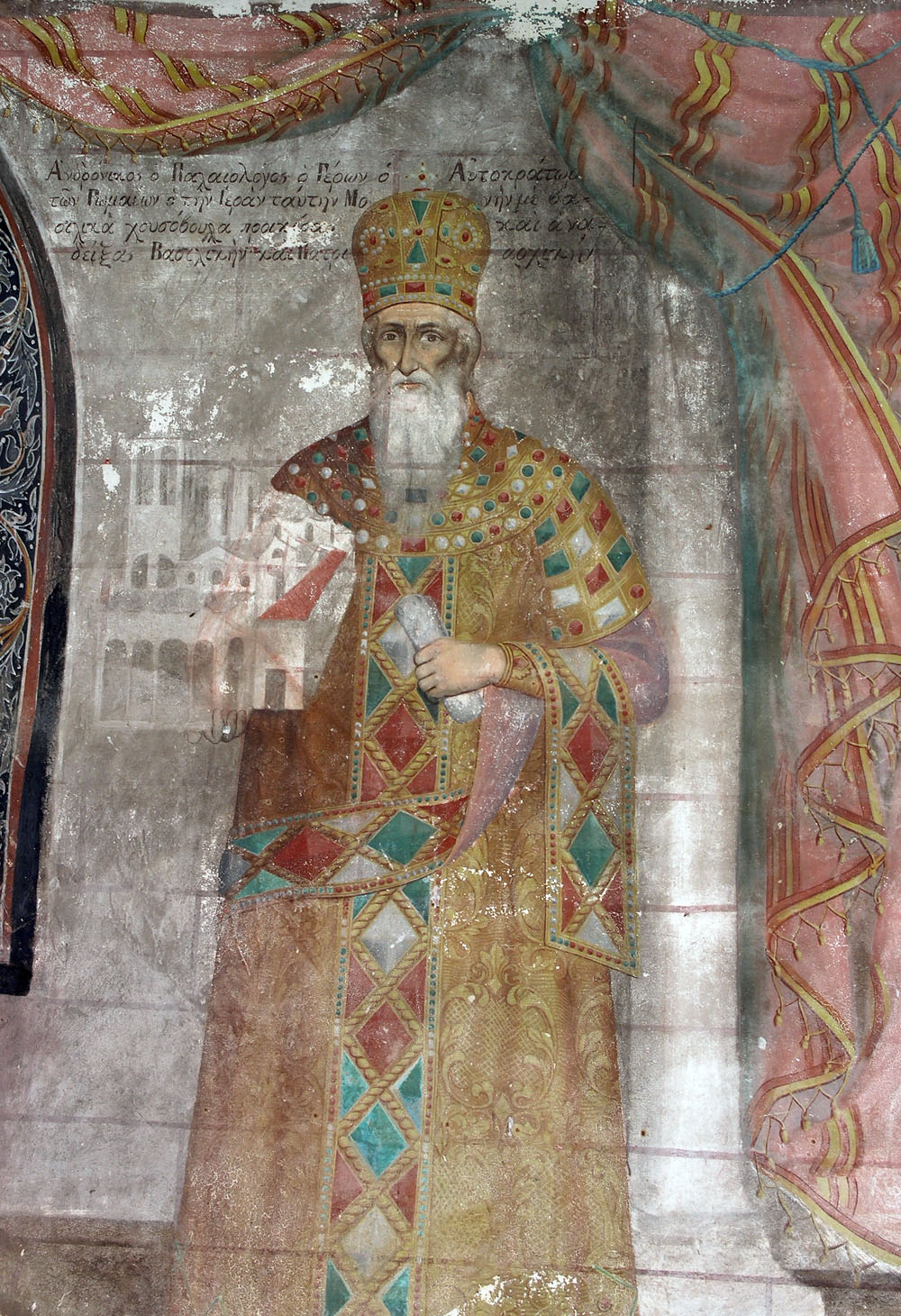
Emperador Andrónico II Paleólogo, esposo de Ana de Hungría.

Ana de Hungría (1260 - 1281). Era una princesa húngara del siglo XIII, que se convirtió en emperatriz consorte del imperio bizantino. Ana era hija del rey Esteban V de Hungría.

## Biografía
Ana nació cerca de 1260 como hija de Esteban V de Hungría y de su consorte Isabel la Cumana, la cual era pagana hasta antes de su matrimonio. El 8 de noviembre de 1273, fue celebrado el matrimonio de la princesa Ana con el emperador bizantino Andrónico II Paleólogo. Él era el hijo mayor sobreviviente del fallecido emperador Miguel VIII Paleólogo, con el que fue coemperador hasta septiembre de 1261.
La pareja tuvo dos hijos de su unión, Miguel IX Paleólogo nacido en 1277 y Constantino Paleólogo, nacido en 1278. 
Ana murió antes de que su esposo se convirtiese en emperador bizantino en 1282. Sin embargo cada emperador de la Dinastía Paleólogo descenderá de ella, inclusive hasta el reinante durante la caída de Constantinopla ante los turcos otomanos en 1453.
| Precedido por: Teodora Ducaina Vatatzina | Emperatriz bizantina consorte (1273-1281) | Sucedido por: Teodora Ducaina Vatatzina |